# Hello! Project
L'Hello! Project (talvolta abbreviato con H!P, in giapponese ハロー!プロジェクト) è l'insieme di tutte le cantanti soliste e di tutti i gruppi musicali gestiti da Tsunku (ex cantante degli Sharan Q) e dall'Up-Front Group. Tutti i gruppi e le soliste appartengono al genere musicale definito J-pop (musica pop giapponese).

## Informazioni generali
La data di nascita dell'Hello! Project non è facilmente individuabile: le Morning Musume, il gruppo principale all'interno dell'H!P, nascono fra la fine del 1997 e l'inizio del 1998. Già nel corso del 1998, Tsunku inizia a far nascere nuovi sottogruppi e gruppi paralleli alle Morning Musume e in più fa debuttare Yuko Nakazawa come solista.  Il nome Hello! Project è però comparso solo nel 2000.
Attualmente l'Hello! Project include 57 ragazze più le Hello Pro Kenshuusei. Le componenti dell'Hello! Project sono aumentate di numero nel corso degli anni a seguito delle varie audizioni che si sono tenute. Durante questi anni alcune ragazze hanno lasciato l'Hello! Project per vari motivi.
Da notare che non tutte le ragazze che lasciano un gruppo, automaticamente lasciano l'Hello! Project, spesso a seguito di una graduation (il termine con cui, nel gergo dell'H!P, si indica che una ragazza lascia un gruppo) la ragazza continua la sua carriera come solista o in un altro gruppo ma sempre sotto la gestione di Tsunku restando all'interno della famiglia dell'Hello! Project.
Altra cosa da sottolineare è che non tutti i gruppi gestiti da Tsunku sono parte dell'Hello! Project come ad esempio il duo EE Jump (che era composto da Sonim e Yuki Goto)

## Lista delle ragazze dell'Hello! Project

### Membri dell'Hello! Project

#### Gruppi
Morning Musume. '25
Formato nel 1997 tramite il talent show ASAYAN, è stato il primo gruppo entrato a far parte dell'Hello! Project ed è considerato il gruppo principale. Attualmente formato da 11 membri divisi in 6 generazioni. A partire dal 2014, ogni anno il gruppo cambia nome aggiungendo le ultime due cifre dell'anno in corso. Miki Nonaka è la leader, mentre Sakura Oda e Maria Makino sono le sub-leader.
- 11ª generazione: Sakura Oda
- 12ª generazione: Miki Nonaka, Maria Makino, Akane Haga
- 13ª generazione: Kaede Kaga, Reina Yokoyama
- 15ª generazione: Rio Kitagawa, Homare Okamura, Mei Yamazaki
- 16ª generazione: Rio Sakurai
- 17ª generazione: Haruka Inoue, Ako Yumigeta

ANGERME
Formato nel 2009 con il nome di S/mileage, composto in origine da 4 membri dell'Hello Pro Kenshūsei, con l'aggiunta della 3ª generazione nel 2014 ha cambiato nome in ANGERME. Attualmente formato da 10 membri divisi in 8 generazioni. Layla Ise è la leader, mentre Shion Tamenaga è la sub-leader.
- 7ª generazione: Layla Ise
- 8ª generazione: Rin Hashisako
- 9ª generazione: Rin Kawana, Shion Tamenaga, Wakana Matsumoto
- 10ª generazione: Yuki Hirayama
- 11ª generazione: Yukiho Shimoitani, Hana Goto
- 12ª generazione: Momoha Nagano

Juice=Juice
Formato nel 2013 da 5 membri dell'Hello Pro Kenshūsei e 1 membro del gruppo GREEN FIELDS. Attualmente formato da 11 membri. Ruru Dambara è la leader.
- Ruru Dambara, Rei Inoue, Yume Kudō, Riai Matsunaga, Ichika Arisawa, Risa Irie, Kisaki Ebata, Sakura Ishiyama, Akari Endō, Mifu Kawashima, Niina Hayashi

Tsubaki Factory
Formato nel 2015 da 6 membri dell'Hello Pro Kenshūsei, era il sister group delle Kobushi Factory prima del loro scioglimento. Attualmente formato da 11 membri. Ami Tanimoto è la leader.
- Ami Tanimoto, Mizuho Ono, Saori Onoda, Mao Akiyama, Yuumi Kasai, Marine Fukuda, Runo Yofū, Mihane Ishii, Yuu Murata, Fuka Doi, Itsuki Nishimura

BEYOOOOONDS
Formato nel 2019 da 9 membri dell'Hello Pro Kenshūsei, originariamente CHICA#TETSU e Ame no Mori Kawa Umi erano stati concepiti come due gruppi separati. In seguito all'aggiunta di Miyo Hirai, Honoka Kobayashi e Utano Satoyoshi, i tre gruppi sono stati riuniti in un unico collettivo dei tre sotto-gruppi. Attualmente formato da 10 membri. Shiori Nishida è la leader delle CHICA#TETSU, Kurumi Takase è la leader delle Ame no Mori Kawa Umi, mentre Miyo Hirai è la leader delle SeasoningS.
- CHICA#TETSU: Shiori Nishida, Saya Eguchi
- Ame no Mori Kawa Umi: Kurumi Takase, Kokoro Maeda, Minami Okamura, Momohime Kiyono
- SeasoningS: Miyo Hirai, Honoka Kobayashi, Utano Satoyoshi

OCHA NORMA
Formato nel 2021 da 7 membri dell'Hello Pro Kenshūsei e 1 membro dell'Hello Pro Kenshūsei Hokkaidō. Attualmente composto da 10 membri. Madoka Saitō è la leader, mentre Ruri Hiromoto è la sub-leader.
- Madoka Saitō, Ruri Hiromoto, Kirara Yonemura, Nanami Kubota, Natsume Nakayama, Miku Nishizaki, Momo Kitahara, Roko Tsutsui

Rosy Chronicle
Formato nel 2024 da 9 membri dell'Hello Pro Kenshūsei e 1 membro dell'Hello Pro Kenshūsei Hokkaidō. Honoka Hashida è la leader, mentre Hinoha Yoshida è la sub-leader.
- Honoka Hashida, Hinoha Yoshida, Karin Onoda, Ayana Murakoshi, Hasumi Uemura, Yulia Matsubara, Hana Shimakawa, Rena Kamimura, Yume Soma

### Membri delle Hello Pro Kenshūsei
Hello Pro Kenshūsei
- 36ª generazione: Yurika Asano, Chihiro Miyakoshi, Mano Otsubo, Hikari Yoshida, Meisa Sugihara, Rua Hattori
- 37ª generazione: Aoi Sakamoto, Moa Suzuki, Hanano Ishikawa, Yuna Aoki, Karin Nemoto, Riho Miyazaki, Airi Ohno, Aika Higuchi, Sara Someya

### Ex-membri dell'Hello! Project

#### Gruppi
Morning Musume.
- 1ª generazione: Yūko Nakazawa, Aya Ishiguro, Kaori Īda, Natsumi Abe, Asuka Fukuda
- 2ª generazione: Kei Yasuda, Mari Yaguchi, Sayaka Ichī
- 3ª generazione: Maki Gotō
- 4ª generazione: Rika Ishikawa, Hitomi Yoshizawa, Nozomi Tsuji, Ai Kago
- 5ª generazione: Ai Takahashi, Asami Konno, Makoto Ogawa, Risa Niigaki
- 6ª generazione: Miki Fujimoto, Eri Kamei, Sayumi Michishige, Reina Tanaka
- 7ª generazione: Koharu Kusumi
- 8ª generazione: Aika Mitsui, Junjun, Linlin
- 9ª generazione: Mizuki Fukumura, Erina Ikuta, Riho Sayashi, Kanon Suzuki
- 10ª generazione: Haruna Īkubo, Ayumi Ishida, Masaki Satō, Haruka Kudō
- 12ª generazione: Haruna Ogata
- 13ª generazione: Kaede Kaga
- 14ª generazione: Chisaki Morito

ANGERME
- 1ª generazione: Ayaka Wada, Yuuka Maeda, Kanon Fukuda, Saki Ogawa
- 2ª generazione: Kana Nakanishi, Fuyuka Kosuga, Akari Takeuchi, Rina Katsuta, Meimi Tamura
- 3ª generazione: Mizuki Murota, Maho Aikawa, Rikako Sasaki
- 4ª generazione: Moe Kamikokuryo
- 5ª generazione: Momona Kasahara
- 6ª generazione: Ayano Kawamura, Musubu Funaki
- 7ª generazione: Haruka Oota

Juice=Juice
- Yuka Miyazaki, Tomoko Kanazawa, Sayuki Takagi, Aina Ōtsuka, Karin Miyamoto, Akari Uemura, Nanami Yanagawa, Manaka Inaba

Tsubaki Factory
- Risa Ogata, Kiki Asakura, Riko Yamagishi, Yumeno Kishimoto, Kisora Niinuma, Shiori Yagi

BEYOOOOONDS
- CHICA#TETSU: Reina Ichioka, Rika Shimakura
- Ame no Mori Kawa Umi: Yuhane Yamazaki

OCHA NORMA
- Kanami Ishiguri, Sumire Tashiro

Taiyou to Ciscomoon/T&C Bomber
- Miho Shinoda, Atsuko Inaba, Ruru Honda, Miwa Kominato

#### Soliste
Michiyo Heike

## Gruppi

### Gruppi attivi
- Morning Musume. '26 (モーニング娘。’26) (1997-)
- ANGERME (アンジュルム) (2009-)
- Juice=Juice (2013-)
- Tsubaki Factory (つばきファクトリー) (2015-)
- BEYOOOOONDS (ビヨーンズ) (2018-)
- OCHA NORMA (オチャノーマ) (2021-)
- Rosy Chronicle (ロージークロニクル) (2024-)
- Hello Pro Kenshūsei (ハロプロ研修生) (2004-)
- Hello Pro Kenshūsei Hokkaidō (ハロプロ研修生北海道) (2016-)

### Ex-gruppi H!P
- Taiyo to Ciscomoon (太陽とシスコムーン) (1999-2000)
- Coconuts Musume. (ココナッツ娘。) (1999-2008)
- Melon Kinenbi (メロン記念日) (1999-2009)
- Country Girls (カントリー・ガールズ) (1999-2008, 2014-2019)
- Sheki-Dol (シェキドル) (2000-2002)
- Hello! Project Kids (ハロー！プロジェクト・キッズ) (2002-2006)
- W (2004-2007)
- Berryz Kobo (Berryz工房) (2004-2015)
- v-u-den (美勇伝) (2004-2008)
- °C-ute (2005-2017)
- Buono! (2007-2017)
- Kobushi Factory (こぶしファクトリー) (2015-2020)

### Shuffle Unit
Gruppi speciali che vengono creati mischiando vari componenti dell'H!P e che rilasciano un solo singolo.
- Chanpuru (2009)
  - High-King
  - Zoku v-u-den
  - Aa!
  - ZYX-α
  - Shin Minimoni
  - Petitmoni V
  - Tanpopo#
- Shuffle 2005:
  - Sexy Otonajan
  - Elegies
  - Puripuri Pink

- Shuffle 2004:
  - H.P. All Stars
- Shuffle 2003:
  - SALT5
  - 7AIR
  - 11WATER
- Shuffle 2002:
  - Happy♡7
  - Sexy 8
  - Odoru♡11
- Shuffle 2001
  - 3nin Matsuri
  - 7nin Matsuri
  - 10nin Matsuri
- Shuffle 2000:
  - Akagumi 4
  - Kiiro 5
  - Aoiro 7